# ㅇ
Ieung (litera: ㅇ, kor. 이응) – spółgłoska dwuwargowa należąca do grupy pisma hangul, do oznaczenia spółgłoski nosowo tylnojęzykowo-miękkopodniebienno dźwięcznej [ŋ] na końcu sylab, a na początku sylab literę się pomija [ ʔ ]. Według transkrypcji McCune’a-Reischauera spółgłoska brzmi "ng".
Jak podaje Koreańska Zasada Pisowni (Hunminjeongeum) ㅇ jest ósmą literą alfabetu koreańskiego.
Dźwięk spółgłoski brzmi podobnie jak "ng" w angielskim słowie "ring" lub "n" w polskim słowie "bank". Na początku słowa litera ㅇ jest niewymawiana.

## Pismo

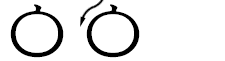
Kolejność stawiania kresek